# Pascal de Nijs
Pascal de Nijs (Bodegraven, 6 augustus 1979) is een voormalig Nederlands betaald voetballer die als verdediger speelde. Hij was vijf seizoenen actief voor SBV Excelsior waar hij de jeugdopleiding doorliep. In het seizoen 2005/06 speelde hij bij de amateurs van Kozakken Boys waarna hij stopte. De Nijs vervolgde zijn maatschappelijke loopbaan in het leger en speelde in 2009 in het Nederlands Militair Voetbalelftal.

## Clubstatistieken
| Seizoen   | Club          | Duels | Goals | Competitie     |
| --------- | ------------- | ----- | ----- | -------------- |
| 2000–2001 | SBV Excelsior | 2     | 0     | Eerste divisie |
| 2001–2002 | SBV Excelsior | 4     | 0     | Eerste divisie |
| 2002–2003 | SBV Excelsior | 0     | 0     | Eredivisie     |
| 2003–2004 | SBV Excelsior | 6     | 0     | Eerste divisie |
| 2004–2005 | SBV Excelsior | 26    | 0     | Eerste divisie |
| Totaal    | Totaal        | 38    | 0     |                |